# Rezerwat przyrody Czarne Stawy
Rezerwat przyrody Czarne Stawy – leśny rezerwat przyrody, znajdujący się na terenie powiatu polkowickiego, w gminie Chocianów, w północnej części Borów Dolnośląskich.
Obszar chroniony utworzony został Rozporządzeniem Wojewody Dolnośląskiego z dnia 11 kwietnia 2006 r. w sprawie uznania za rezerwat przyrody „Czarne Stawy” w celu zachowania ze względów przyrodniczych, naukowych, dydaktycznych, krajobrazowych i turystycznych fragmentów borów bagiennych oraz roślinności torfowiskowej wraz z całym szeregiem gatunków roślin i zwierząt chronionych, rzadkich i zagrożonych wyginięciem. Powierzchnia rezerwatu została zwiększona w 2015 r. z 124,46 ha do 133,76 ha.
Teren rezerwatu obejmuje bezodpływowe zagłębienie terenu, w którym wytworzyło się otoczone borem sosnowym torfowisko. W przeszłości wydobywano tu torf oraz eksploatowano surowiec drzewny.
Na terenie rezerwatu zidentyfikowano 21 zbiorowisk roślinnych, obejmujących bory mieszane i sosnowe bory bagienne oraz niezalesione mokradła. Rozpoznana flora rezerwatu obejmuje 249 gatunków roślin naczyniowych i 16 gatunków mchów. Występujące tu chronione taksony to rosiczka okrągłolistna, bagno zwyczajne, gruszyczka mniejsza, pływacz drobny, próchniczek błotny, bielistka siwa, rokietnik pospolity, płonnik pospolity, oraz torfowce: ostrolistny, spiczastolistny, kończysty, frędzlowany, okazały, Russowa  i nastroszony. Stwierdzono tu również 10 gatunków grzybów wielkoowocowych, w tym chronioną lakownicę żółtawą i rzadkiego na niżu borowika ceglastoporego.
Entomofauna rezerwatu obejmuje m.in. 10 gatunków ważek, w tym żagnicę torfową. Rzadkim owadem odnotowanym na tym terenie jest chrząszcz żerdzianka plamista.
Obszar rezerwatu jest miejscem lęgów szeregu rzadkich i chronionych ptaków. Bory otaczające torfowisko zasiedla sóweczka, włochatka i słonka. Z kolei dawne wyrobiska torfu to lęgowisko ptaków wodno-błotnych, m.in. cyraneczki, wodnika, kokoszki, samotnika i żurawia.
Rezerwat leży na gruntach Skarbu Państwa w zarządzie Nadleśnictwa Chocianów. Nadzór sprawuje Regionalny Konserwator Przyrody we Wrocławiu.
Teren rezerwatu został udostępniony do zwiedzania – biegnie tędy dydaktyczna ścieżka przyrodnicza „Uroczysko Czarne Stawy”. 